# Sociedad Cultural Deportiva Durango
La Sociedad Cultural Deportiva Durango, o més planerament la Cultural de Durango, és un club de futbol basc radicat a la localitat biscaïna de Durango. Fundat el 1919 juga en Tercera Divisió - Grup 4, i disputa els partits de casa a l'Estadi Tabira, amb una capacitat de 3.000 espectadors.

## Història
La temporada 2017-18 el club va guanyar el Grup 4 de la Tercera Divisió i va ascendir a Segona Divisió B.
- 7 temporades a Segona Divisió B
- 40 temporades a Tercera Divisió

## Palmarès
- Tercera Divisió: 1982–83, 1986–87, 2017–18